# Tomasz Bosgrave
Tomasz Bosgrave ang. Thomas Bosgrave (?, zm. 4 lipca 1594 w Dorchester) – angielski laik, błogosławiony Kościoła katolickiego, męczennik za wiarę.

## Życiorys
Pochodził z Kornwalii i był skoligacony z Johnem Arundellem. Usługiwał do Mszy Świętej w Chideock House (współcześnie jest to hotel na terenie Chideock). Został aresztowany, gdy okrywając swoim kapeluszem głowę prowadzonego do więzienia księdza Jana Corneliusa, powiedział:

Poważanie, jakim darzę Wasze stanowisko, nie pozwala mi patrzeć na to, jak idziecie z odkrytą głową.

Odmówił udania się do anglikańskiej świątyni i przejścia na protestantyzm, co postawiono mu za warunek uwolnienia. 2 lipca 1594 roku wydano wyrok śmierci za świadome pomaganie katolickiemu kapłanowi, wykonany dwa dni później w Dorchester przez powieszenie i poćwiartowanie. Przed egzekucją Tomasz Bosgrave, wobec zgromadzonych wygłosił apologię wiary katolickiej. Został zabity na fali represji zapoczątkowanych przez Henryka VIII i ustanawiających zwierzchność króla nad Kościołem anglikańskim, dołączając do z ofiar antykatolickich prześladowań w Anglii okresu reformacji.
Beatyfikacji Tomasza Bosgrave'a dokonał papież Pius XI w dniu 15 grudnia 1929 roku w Rzymie, wraz z trzema towarzyszami męczeństwa: Janem Corneliusem, Janem Careyem i Patrykiem Salmonem.
Dzienna rocznica śmierci jest dniem, kiedy wspominany jest w Kościele katolickim.